# Monticello (Nova York)
Monticello és una vila i seu del Comtat de Sullivan (Nova York) dels Estats Units d'Amèrica.

## Demografia
Segons el cens dels Estats Units del 2000 Monticello tenia 6.512 habitants, 2.554 habitatges, i 1.460 famílies. La densitat de població era de 617,8 habitants/km².
Dels 2.554 habitatges en un 31,7% hi vivien nens de menys de 18 anys, en un 29,9% hi vivien parelles casades, en un 21,8% dones solteres, i en un 42,8% no eren unitats familiars. En el 36,1% dels habitatges hi vivien persones soles el 13,7% de les quals corresponia a persones de 65 anys o més que vivien soles. El nombre mitjà de persones vivint en cada habitatge era de 2,39 i el nombre mitjà de persones que vivien en cada família era de 3,14.
Per edats la població es repartia de la següent manera: un 28,3% tenia menys de 18 anys, un 8,7% entre 18 i 24, un 27,5% entre 25 i 44, un 22,8% de 45 a 60 i un 12,7% 65 anys o més.
L'edat mediana era de 35 anys. Per cada 100 dones de 18 o més anys hi havia 90,5 homes.
La renda mediana per habitatge era de 22.671 $ i la renda mediana per família de 29.554 $. Els homes tenien una renda mediana de 32.623 $ mentre que les dones 22.827 $. La renda per capita de la població era de 14.433 $. Entorn del 30,8% de les famílies i el 35,6% de la població estaven per davall del llindar de pobresa.